# 温彻斯特 (印第安纳州)
温彻斯特（英語：Winchester）是美国印第安纳州的一座城市。根据2010年美国人口普查數據，该市的人口为4,935人。这座城市的县城是蘭道夫郡。

## 地理
溫徹斯特的座標為40°10′23″N 84°58′39″W / 40.17306°N 84.97750°W，而該地的平均海拔高度為333米（即1093英尺）。